# Baisakh
 (septembre 2018).
Si vous disposez d'ouvrages ou d'articles de référence ou si vous connaissez des sites web de qualité traitant du thème abordé ici, merci de compléter l'article en donnant les références utiles à sa vérifiabilité et en les liant à la section « Notes et références ».
Baisakh, ou Boishakh (bengali : বৈশাখ, népali et sanskrit : वैशाख) est le premier mois du calendrier bengali utilisé au Bangladesh et dans certaines régions de l'Inde. Baisakh est aussi le premier mois du calendrier népalais Bikram Sambat. C'est le deuxième mois des calendriers hindous Shalivahana. C’est aussi un mois du calendrier Pendjabi.